# 多田しげおのそれ行け!にっこりワイド
『多田しげおのそれ行け!にっこりワイド』（ただしげおのそれゆけにっこりワイド）は、1980年10月6日から1992年4月3日まで、平日（月曜 - 金曜）の夕方に放送された、CBCラジオ（中部日本放送）制作のラジオワイド番組。

## 放送時間
| 期間                         | 放送時間                                                                                     |
| ---------------------------- | -------------------------------------------------------------------------------------------- |
| 1980年10月6日 - 1987年4月3日 | 月曜日 - 金曜日 16:00 - 17:30 → 16:00 - 17:21                                                |
| 1987年4月6日 - 1992年4月3日  | 月曜日 - 金曜日 15:40 - 17:00 ※『CBCニュース5』（17:00 - 17:24）の新設に伴い放送時間繰り上げ |

## パーソナリティ
- 多田しげお （多田成男、当時CBCアナウンサー）
- 吉田直子 （1989年 - 1992年3月）[1][2]
- 星野真美 （1989年 - 1992年3月）[1][2]
※吉田と星野は週交代で出演[1]。

## 概要
平日16時台 - 17時台（午後4時台 - 5時台）に、1時間以上の番組としては新設となった、夕方のワイド番組。パーソナリティの多田しげおは本番組が始まる直前の1980年9月まで深夜の若者向けワイド番組『星空ワイド 今夜もシャララ』の水曜パーソナリティや、テレビの『土曜9時ハンただ今参上!』の司会を務めていたが、これらの番組を降板して本番組スタートと共に平日夕方の顔となった。なお、多田は本番組と同じ時間に放送されていた前番組『ゴー・ゴー・ジュークボックス』の火曜日パーソナリティでもあった。ちなみに多田の名前のひらがな表記は本番組をきっかけに始まったものである。
オープニング曲はハーブ・アルパート「The Continental」。エンディング曲はChuck Mangionの「Feel so Good 」。
1989年当時の番組のキャッチフレーズは「気軽な社会派」で、当時は毎週7人のスタッフがネタや話題を持ち寄り、その週のテーマを決めて一週間取材を続け、その取材でとれた素材を放送していた。そのテーマは政治問題、国際問題から自分の家の近所や身の周りで起こった気になる出来事まで多岐にわたった。
本番組は1992年4月3日を以って11年6か月の放送を終了。この1992年4月改編よりスタートした新ワイド番組『もぎたてのカボチャたち』にも、多田は引き続き木曜パーソナリティとして続投している。

## コーナー・タイムテーブル
（出典：）

### 1980年10月 - 1987年4月
16：00 - 16：30
- ニュース
- 株式市況
- ゼロへのイロハ （1982年 - 1983年当時のコーナー）
- さわやか信州
- 交通情報
- ちょっとひといき耳よりタイム
- ハローCQ　シティコール（1984年頃まで？）

16：30 - 17：00
- 多田成男のディスカバータウン （1984年頃まで）
- TODAY'S HOT LINE （1984年頃から）
- にっぽん診断・NISSANなるほどステーション（1986年3月まで）→ 日産歌めぐり日本列島（1986年4月から）
  - （TBSラジオ制作・JRN各局ネット）
- がんばれドラゴンズ
- ボートレース速報
- ミニホカレポート お元気ですか
- 唄う長島温泉 （16:55頃）

17：00 - 17：30
- ニュース
- 今日はレインボーです
- 今日のニュース・アイ （1985年頃から）
- 明日のお天気
- マイクスナップ （1985年頃まで）
- 交通情報

### 1987年4月 - 1992年3月
15：40 - 16：00
- 交通情報
- あっという間のたきこみごはん （1987年4月 - 1988年3月／1990年1月 - 1992年3月）
- 生島ヒロシのおしゃれ英会話 （1988年4月 - 1989年3月　※TBSラジオ制作）
- デザイン博だより （世界デザイン博覧会開催中の1989年7月 - 11月の間）
- なんくせトーク （1990年4月 - 1990年9月）
- 開口一番おもしろ話 （1990年10月 - 1992年3月）

16：00 - 16：30
- ニュース
- 株式市況
- さわやか信州
- ちょっとひといき耳よりタイム
- 交通情報
- TODAY'S HOT LINE

16：30 - 17：00
- ミニホカレポート お元気ですか
- 日産歌めぐり日本列島（1987年9月まで）→ 山口良一の日産 言葉のおもしろ事典（1987年10月 - 1988年12月）→ タケローのNISSANハートフルにっぽん（1989年1月 - 1990年3月）
  - （TBSラジオ制作・JRN各局ネット、日産自動車提供枠）
- 小学生チャレンジ放送局 （1990年4月から、TBSラジオ制作・JRN各局ネット、福武書店提供枠）
- がんばれドラゴンズ （1988年度からプロ野球シーズン中のみ）
- 晩ごはんまでもうちょっと
  - （1988年度からプロ野球オフシーズン中のみ、『がんばれドラゴンズ』と入れ替わりで放送）
- ボートレース速報
- 唄う長島温泉 （16:48頃）
- 開口一番おもしろ話・解答 （1990年10月 - 1992年3月、エンディング前のコーナー）